# Геворгян, Ваан
Ваха́н Геворгя́н (пол. Wahan Geworgian, арм. Վահան Գևորգյան; 19 декабря 1981, Ереван, Армянская ССР, СССР) — польский футболист армянского происхождения, полузащитник.

## Карьера игрока
Геворгян в Польше играл в командах «Висла» Плоцк, «Ягеллония» Белосток и «Лодзь».
С 2003 года имеет польское гражданство. Выступал за молодёжные сборные Польши по футболу. В 2004 году провёл один матч за национальную сборную.

## Достижения
Висла (Плоцк)
- Обладатель Кубка Польши: 2006
- Обладатель Суперкубка Польши: 2006

Ягеллония
- Обладатель Кубка Польши: 2010

Завиша
- Обладатель Кубка Польши: 2014
- 'Обладатель Суперкубка Польши: 2014